# The Freak
The Freak a fost un film de comedie dramatic neterminat, un proiect al lui Charles Chaplin de la sfârșitul vieții sale, dar care nu a putut fi realizat. 

## Prezentare
Povestea se învârte în jurul unei tinere fete din America de Sud, căreia în mod neașteptat i-a crescut o pereche de aripi. Ea este răpită și dusă la Londra, unde cei care au prins-o încearcă să câștige bani de pe urma ei pretinzând că este un înger. Mai târziu scapă, doar pentru a fi arestată din cauza înfățișării sale. Ea este dezumanizată în continuare prin ducerea sa în instanță pentru a se determina dacă ea mai este umană.

## Producție și referiri la acest film
Chaplin a început să lucreze la acest proiect în jurul anului 1969, împreună cu fiica sa Victoria Chaplin, pe care a luat-o în considerare pentru rolul principal (și titular). Cu toate acestea, căsătoria bruscă a Victoriei cu actorul francez Jean-Baptiste Thierrée și vârsta avansată a lui Chaplin au provocat un blocaj și filmul nu a mai fost niciodată realizat. Biograful lui Chaplin a susținut că scenariul lui Chaplin pentru acest film împrumută multe teme, idei și chiar fraze din cele trei filme anterioare ale sale, dar este totuși o poveste originală minunată  plină de comedie în stilul lui Chaplin. Vance, care a intervievat-o pe Victoria Chaplin, crede că filmul "ar fi avut un potențial puternic".
Memoriile lui Chaplin, My Life in Pictures din 1974 descrie The Freak ca pe o operă la care Chaplin încă lucra. El a menționat, de asemenea, intenția sa de a face acest film într-un interviu la aniversarea sa de 85 de ani din 1974. Vreau să spun că am să-l fac într-o zi, scrie Chaplin într-o notiță alături de o fotografie a Victoriei într-un costum cu aripi publicată în My Life in Pictures. Nu este cunoscută nicio înregistrare din acest film, deși filmele scurte imagini colorate de arhivă cu Victoria în costum cu aripi pot fi văzute în Charlie Chaplin – Les années suisses (2003).